# Europese kampioenschappen atletiek 2010
De twintigste Europese kampioenschappen atletiek werden gehouden van 27 juli tot en met 1 augustus 2010 in het Spaanse Barcelona, in het Olympisch stadion Lluís Companys.
Barcelona organiseerde eerder de Olympische Zomerspelen 1992. Het was voor het eerst, dat nu ook Europese atletiekkampioenschappen in een Spaanse stad plaatsvonden.

## Nationale delegaties
| - Albanië - Andorra - Armenië - Azerbeidzjan - België - Bosnië en Herzegovina - Bulgarije - Cyprus - Denemarken - Duitsland - Estland - Finland - Frankrijk - Georgië - Gibraltar - Griekenland - Groot-Brittannië | - Hongarije - Ierland - IJsland - Israël - Italië - Kroatië - Letland - Liechtenstein - Litouwen - Luxemburg - Macedonië - Malta - Moldavië - Monaco - Montenegro - Nederland - Noorwegen | - Oekraïne - Oostenrijk - Polen - Portugal - Roemenië - Rusland - San Marino - Servië - Slovenië - Slowakije - Spanje (gastland) - Tsjechië - Turkije - Wit-Rusland - Zweden - Zwitserland |

## Prestaties Belgische en Nederlandse selectie

### België

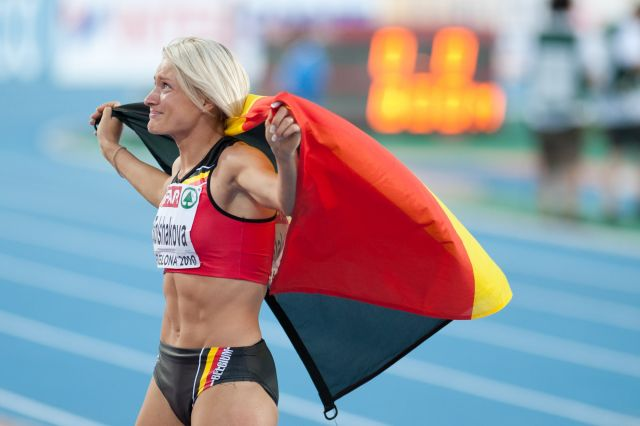
Svetlana Bolshakova verdiende bij het hink-stap-springen brons voor haar nieuwe vaderland en vestigde en passant een Belgisch record.

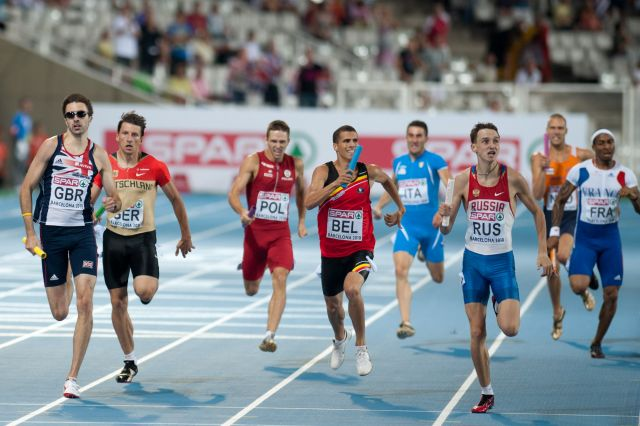
Jonathan Borlée (midden) sleept de bronzen medaille uit het vuur voor de Belgische 4 x 400 meter estafetteploeg.

Vrouwen
| Atleet                                                                               | Ronde                                          | Prestatie                                      | Plaats                |
| ------------------------------------------------------------------------------------ | ---------------------------------------------- | ---------------------------------------------- | --------------------- |
| Olivia Borlée (200 m)                                                                | 1e ronde halve finale finale                   | 23,59 23,44 -                                  | 3 6 -                 |
| Lindsey De Grande (1500 m)                                                           | 1e ronde finale                                | 4.10,24 -                                      | 9 -                   |
| Eline Berings (100 m horden)                                                         | 1e ronde halve finale finale                   | 13,27 -                                        | 4 -                   |
| Elisabeth Davin (100 m horden)                                                       | 1e ronde halve finale finale                   | 13,12 13,15 -                                  | 3 6 -                 |
| Anne Zagré (100 m horden)                                                            | 1e ronde halve finale finale                   | 13,31 -                                        | 4 -                   |
| Élodie Ouédraogo (400 m horden)                                                      | 1e ronde halve finale finale                   | 55,80 58,60 -                                  | 3 8 -                 |
| Tia Hellebaut (hoogspringen)                                                         | kwalificatie finale                            | 1,92 1,97                                      | 6 5                   |
| Hannelore Desmet (hoogspringen)                                                      | kwalificatie finale                            | 1,83 -                                         | 13 -                  |
| Svetlana Bolshakova (hink-stap-springen)                                             | kwalificatie finale                            | 14,33 14,55                                    | 4 ·                   |
| Sara Aerts (zevenkamp)                                                               | 100 mH hoog kogel 200 m ver speer 800 m totaal | 13,38 1,74 13,13 24,62 6,17 40,30 2.15,90 6084 | 3 13 14 9 11 17 13 12 |
| Olivia Borlée, Hanna Mariën, Élodie Ouédraogo, Frauke Penen (4 x 100 m estafette)    | 1e ronde finale                                | 43,82 DNF                                      | 6 -                   |
| Axelle Dauwens, Elke Bogemans, Wendy Den Haeze, Lindsy Cozijns (4 x 400 m estafette) | 1e ronde finale                                | 3.37,56 DNF                                    | 7 -                   |

Mannen
| Atleet | Ronde                                                                 | Prestatie                                                       | Plaats                    |
| --- | --------------------------------------------------------------------- | --------------------------------------------------------------- | ------------------------- |
| Jonathan Borlée (400 m) | 1e ronde halve finale finale                                          | 45,91 44,71 (BR) 45,35                                          | 1 7                       |
| Kevin Borlée (400 m) | 1e ronde halve finale finale                                          | 45,71 45,32 45,08                                               | 1 · 1 ·                   |
| Arnaud Destatte (400 m) | 1e ronde halve finale finale                                          | 46,42 46,38 -                                                   | 3 7 -                     |
| Andreas Smout (800 m) | 1e ronde halve finale finale                                          | 1.52,04 -                                                       | 8 -                       |
| Jan Van Den Broeck (800 m) | 1e ronde halve finale finale                                          | 1.51,79 -                                                       | 6 -                       |
| Kristof Van Malderen (1500 m) | 1e ronde halve finale finale                                          | 3.42,80 -                                                       | 7 -                       |
| Kim Ruell (1500 m) | 1e ronde halve finale finale                                          | 3.42,94 -                                                       | 8 -                       |
| Monder Rizki (10.000 m) | finale                                                                | DNF                                                             | -                         |
| Michaël Bultheel (400 m horden) | 1e ronde halve finale finale                                          | 50,48 50,60 -                                                   | 2 5 -                     |
| Nils Duerinck (400 m horden) | 1e ronde halve finale finale                                          | 50,89 50,46 -                                                   | 3 6 -                     |
| Stef Vanhaeren (400 m horden) | 1e ronde halve finale finale                                          | 50,71 50,86 -                                                   | 5 6 -                     |
| Pieter Desmet (3000 m steeple) | 1e ronde finale                                                       | DNF -                                                           | -                         |
| Krijn Van Koolwijk (3000 m steeple) | 1e ronde finale                                                       | 8.33,00 -                                                       | 7 -                       |
| Hans Van Alphen (tienkamp) | 100 m ver kogel hoog 400 m 110 mH discus polshoog speer 1500 m totaal | 11,20 7,26 15,08 1,89 49,44 14,89 47,67 4,75 58,47 4.21,06 8072 | 19 17 4 20 14 12 2 11 3 5 |
| Arnaud Destatte, Kevin Borlée, Cédric Van Branteghem, Jonathan Borlée (1e ronde Antoine Gillet en Nils Duerinck voor Destatte en J. Borlée) (4 x 400 m estafette) | 1e ronde finale                                                       | 3.03,49 3.02,60                                                 | 1 ·                       |

### Nederland

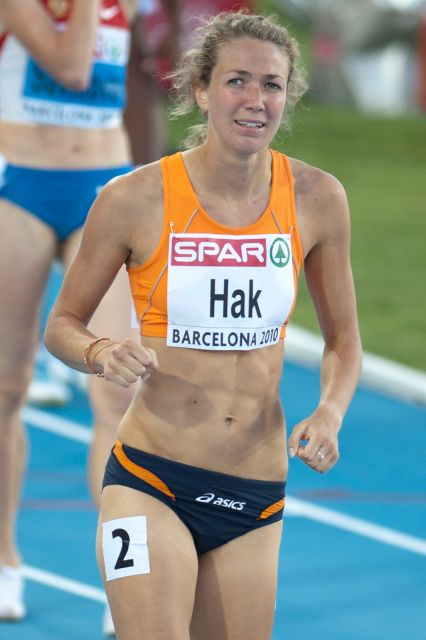
Voor het eerst sinds 1962 bezorgt Yvonne Hak Nederland op de 800 m weer een medaille op een Europees kampioenschap.

Na afloop van de NK atletiek op 17 en 18 juli 2010 maakte de technische staf onder aanvoering van technisch directeur Peter Verlooy de selectie bekend voor de Europese kampioenschappen. Er werden 36 atleten uitgezonden. Nog niet eerder werden zoveel Nederlandse atleten afgevaardigd voor een EK senioren. Naast de atleten die voldaan hadden aan hun betreffende EK-limieten werden ook vier atleten plus een estafetteteam 4x400 meter mannen uitgezonden, die (net) niet voldaan hadden aan de vastgestelde Atletiekunie-eisen. Het ging om de gelouterde atleten Gregory Sedoc (110 meter horden) en (tevens fit bevonden) Jolanda Keizer (zevenkamp), en de neo-senioren (onder 23 jaar) Niels Verwer (21) op de 1500 meter en Evelien Dekkers (22) op het speerwerpen. De mannen 4x400 meter estafette hadden zich bij de NK individueel verbeterd. Femke van der Meij werd toegevoegd aan het 4x100 meter estafette-team vrouwen.

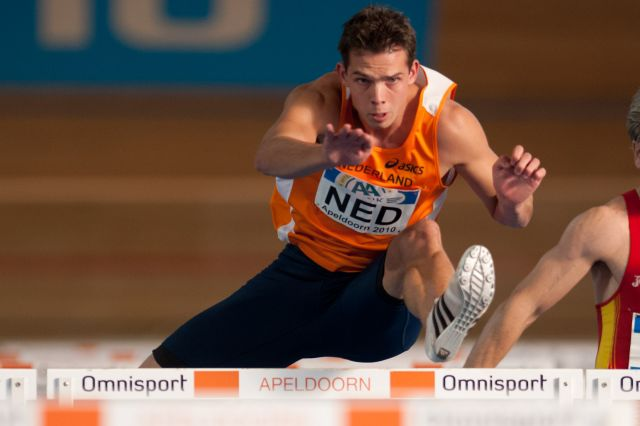
Eelco Sintnicolaas bleef op de tienkamp slechts 17 punten verwijderd van het goud, maar zijn zilveren medaille was voor Nederland niet minder uniek.

Vrouwen
| Atleet | Ronde                                          | Prestatie              | Plaats   |
| --- | ---------------------------------------------- | ---------------------- | -------- |
| Yvonne Hak (800 m) | 1e ronde finale                                | 2.00,35 1.58,85        | 2 ·      |
| Susan Kuijken (1500 m) | 1e ronde finale                                | 4.11,03 -              | 10 -     |
| Hilda Kibet (10.000 m) | finale                                         | 31.36,90               | Brons    |
| Denise Groot (polsstokhoogspringen)                                                                                                | kwalificatie finale                            | NM -                   | -        |
| Melissa Boekelman (kogelstoten) | kwalificatie finale                            | 17,89 17,32            | 5 14     |
| Monique Jansen (discuswerpen) | kwalificatie finale                            | 57,75 56,29            | 6 9      |
| Bregje Crolla (speerwerpen) | kwalificatie finale                            | 55,82 -                | 8 -      |
| Evelien Dekkers (speerwerpen) | kwalificatie finale                            | 46,37 -                | 9 -      |
| Jolanda Keizer (zevenkamp) | 100 mH hoog kogel 200 m ver speer 800 m totaal | DSQ 1,74 14,97 DNS DNF | - 13 2 - |
| Femke van der Meij, Loreanne Kuhurima, Anouk Hagen, Jamile Samuel (reserves: Esther Akihary, Kadene Vassell) (4 x 100 m estafette) | 1e ronde finale                                | 44,70 -                | 8 -      |

Mannen
| Atleet | Ronde                                                                 | Prestatie                                                       | Plaats                                     |
| --- | --------------------------------------------------------------------- | --------------------------------------------------------------- | ------------------------------------------ |
| Arnoud Okken (800 m) | 1e ronde halve finale finale                                          | 1.50,13 1.48,25 1.47,31                                         | 2 3 4                                      |
| Robert Lathouwers (800 m)                                                                                                | 1e ronde halve finale finale                                          | DSQ -                                                           | -                                          |
| Bram Som (800 m) | 1e ronde halve finale finale                                          | DNS -                                                           | -                                          |
| Niels Verwer (1500 m) | 1e ronde halve finale finale                                          | 3.52,67 -                                                       | 14 -                                       |
| Rens Dekkers (marathon)                                                                                                  | finale                                                                | 2:22.03                                                         | 13                                         |
| Hugo van den Broek (marathon)                                                                                            | finale                                                                | 2:22.06                                                         | 14                                         |
| Koen Raymaekers (marathon)                                                                                               | finale                                                                | 2:23.24                                                         | 17                                         |
| Patrick Stitzinger (marathon)                                                                                            | finale                                                                | 2:28.02                                                         | 26                                         |
| Ronald Schröer (marathon)                                                                                                | finale                                                                | 2:33.18                                                         | 37                                         |
| Robert Ton (marathon) | finale                                                                | DNS                                                             | -                                          |
| Marcel van der Westen (110 m horden)                                                                                     | 1e ronde halve finale finale                                          | 13,58 13,56 13,58                                               | 2 4 7                                      |
| Gregory Sedoc (110 m horden)                                                                                             | 1e ronde halve finale finale                                          | 13,95 -                                                         | 5 -                                        |
| Martijn Nuijens (hoogspringen)                                                                                           | kwalificatie finale                                                   | 2,19 -                                                          | 12 -                                       |
| Robbert Jan Jansen (polsstokhoogspringen)                                                                                | kwalificatie finale                                                   | 5,50 -                                                          | 12 -                                       |
| Erik Cadée (discuswerpen)                                                                                                | kwalificatie finale                                                   | 61,97 NM                                                        | 5 -                                        |
| Eelco Sintnicolaas (tienkamp)                                                                                            | 100 m ver kogel hoog 400 m 110 mH discus polshoog speer 1500 m totaal | 10,71 7,54 13,12 1,95 47,88 14,33 42,43 5,45 62,57 4.30,31 8437 | 2 · 6 · 25 · 15 · 1 · 6 · 13 · 1 · 4 · 6 · |
| Ingmar Vos (tienkamp) | 100 m ver kogel hoog 400 m 110 mH discus polshoog speer 1500 m totaal | 10,95 7,56 14,06 2,01 50,64 14,63 41,76 4,55 61,66 4.37,50 7981 | 6 5 15 10 21 9 17 16 5 11                  |
| Joeri Moerman, Youssef el Rhalfioui, Dennis Spillekom, Robert Lathouwers (reserve: Bjorn Blauwhof) (4 x 400 m estafette) | 1e ronde finale                                                       | 3.04,52 3.04,13                                                 | 3 7                                        |

## Resultaten

### 100 m
| Mannen | Mannen               | Mannen | Mannen   |
| #      | Atleet               | Land   | Tijd     |
| ------ | -------------------- | ------ | -------- |
| Goud   | Christophe Lemaitre  | FRA    | 10,11    |
| Zilver | Mark Lewis-Francis   | GBR    | SB 10,18 |
| Brons  | Martial Mbandjock    | FRA    | 10,18    |
| 4      | Francis Obikwelu     | POR    | SB 10,18 |
| 5      | Dwain Chambers       | GBR    | 10,18    |
| 6      | Jaysuma Saidy Ndure  | NOR    | 10,31    |
| 7      | Emanuele Di Gregorio | ITA    | 10,34    |
| -      | Simone Collio        | ITA    | DNF      |

| Vrouwen | Vrouwen          | Vrouwen | Vrouwen  |
| #       | Atlete           | Land    | Tijd     |
| ------- | ---------------- | ------- | -------- |
| Goud    | Verena Sailer    | GER     | PB 11,10 |
| Zilver  | Véronique Mang   | FRA     | PB 11,11 |
| Brons   | Myriam Soumaré   | FRA     | 11,18    |
| 4       | Ezinne Okparaebo | NOR     | NR 11,23 |
| 5       | Marija Rjemjen   | UKR     | 11,31    |
| 6       | Anna Gurova      | RUS     | 11,36    |
| 7       | Yeoryía Koklóni  | GRE     | 11,36    |
| 8       | Christine Arron  | FRA     | 11.37    |

### 200 m
| Mannen | Mannen                      | Mannen | Mannen   |
| #      | Atleet                      | Land   | Tijd     |
| ------ | --------------------------- | ------ | -------- |
| Goud   | Christophe Lemaitre         | FRA    | 20,37    |
| Zilver | Christian Malcolm           | GBR    | SB 20,38 |
| Brons  | Martial Mbandjock           | FRA    | 20,42    |
| 4      | Marlon Devonish             | GBR    | 20,62    |
| 5      | Jaysuma Saidy Ndure         | NOR    | 20,63    |
| 6      | Paul Hession                | IRL    | 20,71    |
| 7      | Likoúrgos-Stéfanos Tsákonas | GRE    | 20,90    |
| 8      | David Alerte                | FRA    | 1.27,24  |

| Vrouwen | Vrouwen                  | Vrouwen | Vrouwen     |
| #       | Atlete                   | Land    | Tijd        |
| ------- | ------------------------ | ------- | ----------- |
| Goud    | Myriam Soumaré           | FRA     | EL,PB 22,32 |
| Zilver  | Jelizaveta Bryzhina      | UKR     | PB 22,44    |
| Brons   | Aleksandra Fedoriva      | RUS     | 22,44       |
| 4       | Anastasia Kapatsjinskaja | RUS     | SB 22,47    |
| 5       | Lina Jacques-Sébastien   | FRA     | PB 22,59    |
| 6       | Eleni Artymata           | CYP     | NR 22,61    |
| 7       | Joelia Tsjermosjanskaja  | RUS     | SB 22,67    |
| -       | Véronique Mang           | FRA     | DQ          |

### 400 m
| Mannen | Mannen           | Mannen | Mannen   |
| #      | Atleet           | Land   | Tijd     |
| ------ | ---------------- | ------ | -------- |
| Goud   | Kevin Borlée     | BEL    | SB 45,08 |
| Zilver | Michael Bingham  | GBR    | 45,23    |
| Brons  | Martyn Rooney    | GBR    | 45,23    |
| 4      | Vladimir Krasnov | RUS    | 45,24    |
| 5      | David Gillick    | IRL    | 45,28    |
| 6      | Leslie Djhone    | FRA    | 45,30    |
| 7      | Jonathan Borlée  | BEL    | 45,35    |
| 8      | Kacper Kozłowski | POL    | 46,07    |

| Vrouwen | Vrouwen               | Vrouwen | Vrouwen  |
| #       | Atlete                | Land    | Tijd     |
| ------- | --------------------- | ------- | -------- |
| Goud    | Tatjana Firova        | RUS     | EL 49,89 |
| Zilver  | Ksenia Oestalova      | RUS     | PB 49,92 |
| Brons   | Antonina Krivosjapka  | RUS     | SB 50,10 |
| 4       | Libania Grenot        | ITA     | SB 50,43 |
| 5       | Denisa Rosolová       | CZE     | 50,90    |
| 6       | Antonina Jefremova    | UKR     | 51,67    |
| 7       | Marta Milani          | ITA     | PB 51,87 |
| 8       | Muriel Hurtis-Houairi | FRA     | 52,05    |

### 800 m
| Mannen | Mannen             | Mannen | Mannen  |
| #      | Atleet             | Land   | Tijd    |
| ------ | ------------------ | ------ | ------- |
| Goud   | Marcin Lewandowski | POL    | 1.47,07 |
| Zilver | Michael Rimmer     | GBR    | 1.47,17 |
| Brons  | Adam Kszczot       | POL    | 1.47,22 |
| 4      | Arnoud Okken       | NED    | 1.47,31 |
| 5      | Jakub Holuša       | CZE    | 1.47,45 |
| 6      | Kevin López        | ESP    | 1.47,82 |
| 7      | Luis Alberto Marco | ESP    | 1.48,42 |
| 8      | Hamid Oualich      | FRA    | 1.49,77 |

| Vrouwen | Vrouwen          | Vrouwen | Vrouwen    |
| #       | Atlete           | Land    | Tijd       |
| ------- | ---------------- | ------- | ---------- |
| Goud    | Yvonne Hak       | NED     | PB 1.58,85 |
| Zilver  | Jenny Meadows    | GBR     | 1.59,39    |
| Brons   | Lucia Klocová    | SVK     | 1.59,48    |
| 4       | Jemma Simpson    | GBR     | 1.59,90    |
| 5       | Lenka Masná      | CZE     | 1.59,91    |
| 6       | Mayte Martínez   | ESP     | 1.59,97    |
| -       | Svetlana Kljoeka | RUS     | DQ 2.00,15 |
| -       | Maria Savinova   | RUS     | DQ 1.58,22 |

### 1500 m
| Mannen | Mannen             | Mannen | Mannen  |
| #      | Atleet             | Land   | Tijd    |
| ------ | ------------------ | ------ | ------- |
| Goud   | Arturo Casado      | ESP    | 3.42,74 |
| Zilver | Carsten Schlangen  | GER    | 3.43,52 |
| Brons  | Manuel Olmedo      | ESP    | 3.43,54 |
| 4      | Reyes Estévez      | ESP    | 3.43,67 |
| 5      | Yoann Kowal        | FRA    | 3.43,71 |
| 6      | Andy Baddeley      | GBR    | 3.43,87 |
| 7      | Christian Obrist   | ITA    | 3.43,91 |
| 8      | Mateusz Demczyszak | POL    | 3.44,42 |

| Vrouwen | Vrouwen           | Vrouwen | Vrouwen    |
| #       | Atlete            | Land    | Tijd       |
| ------- | ----------------- | ------- | ---------- |
| Goud    | Nuria Fernández   | ESP     | PB 4.00,20 |
| Zilver  | Hind Dehiba       | FRA     | 4.01,17    |
| Brons   | Natalia Rodríguez | ESP     | SB 4.01,30 |
| 4       | Lisa Dobriskey    | GBR     | 4.01,54    |
| 5       | Stephanie Twell   | GBR     | PB 4.02,70 |
| 6       | Fanjanteino Félix | FRA     | 4.04,16    |
| 7       | Oksana Zbrozhek   | RUS     | SB 4.04,91 |
| 8       | Hannah England    | GBR     | 4.05,07    |

### 5000 m
| Mannen | Mannen            | Mannen | Mannen   |
| #      | Atleet            | Land   | Tijd     |
| ------ | ----------------- | ------ | -------- |
| Goud   | Mo Farah          | GBR    | 13.31,18 |
| Zilver | Jesús España      | ESP    | 13.33,12 |
| Brons  | Hayle Ibrahimov   | AZE    | 13.34,15 |
| 4      | Serhij Lebid      | UKR    | 13.38,69 |
| 5      | Noureddine Smaïl  | FRA    | 13.38,70 |
| 6      | Daniele Meucci    | ITA    | 13.40,17 |
| 7      | Alemayehu Bezabeh | ESP    | 13.43,23 |
| 8      | Chris Thompson    | GBR    | 13.44,42 |

| Vrouwen | Vrouwen           | Vrouwen | Vrouwen     |
| #       | Atlete            | Land    | Tijd        |
| ------- | ----------------- | ------- | ----------- |
| Goud    | Elvan Abeylegesse | TUR     | 14.54,44    |
| Zilver  | Sara Moreira      | POR     | PB 14.54,71 |
| Brons   | Jéssica Augusto   | POR     | 14.58,47    |
| 4       | Elena Romagnolo   | ITA     | SB 15.14,40 |
| 5       | Sabine Fischer    | SUI     | PB 15.19,80 |
| 6       | Anikó Kálovics    | HUN     | SB 15.29,44 |
| 7       | Olga Golovkina    | RUS     | 15.31,11    |
| 8       | Judith Pla        | ESP     | 15.35,01    |

### 10.000 m
| Mannen | Mannen            | Mannen | Mannen      |
| #      | Atleet            | Land   | Tijd        |
| ------ | ----------------- | ------ | ----------- |
| Goud   | Mo Farah          | GBR    | 28.24,99    |
| Zilver | Chris Thompson    | GBR    | 28.27,33    |
| Brons  | Daniele Meucci    | ITA    | 28.27,33    |
| 4      | Ayad Lamdassem    | ESP    | 28.34,89    |
| 5      | Carles Castillejo | ESP    | SB 28.49,69 |
| 6      | Christian Belz    | SUI    | SB 28.54,01 |
| 7      | Andrea Lalli      | ITA    | 29.05,20    |
| 8      | Youssef El Kalay  | POR    | 29.07,61    |

| Vrouwen | Vrouwen             | Vrouwen | Vrouwen     |
| #       | Atlete              | Land    | Tijd        |
| ------- | ------------------- | ------- | ----------- |
| Goud    | Elvan Abeylegesse   | TUR     | EL 31.10,23 |
| Zilver  | Jéssica Augusto     | POR     | 31.25,77    |
| Brons   | Hilda Kibet         | NED     | SB 31.36,90 |
| 4       | Sabrina Mockenhaupt | GER     | 32.06,02    |
| 5       | Jelena Sokolova     | RUS     | 32.36,71    |
| 6       | Krisztina Papp      | HUN     | 32.49,05    |
| 7       | Dulce Félix         | POR     | SB 33.12,91 |
| 8       | Sviatlana Kudzelich | BLR     | 33.31,33    |

### 3000 m steeple
| Mannen | Mannen                      | Mannen | Mannen     |
| #      | Atleet                      | Land   | Tijd       |
| ------ | --------------------------- | ------ | ---------- |
| Goud   | Mahiedine Mekhissi-Benabbad | FRA    | CR 8.07,87 |
| Zilver | Bouabdellah Tahri           | FRA    | 8.09,28    |
| Brons  | Ion Luchianov               | MDA    | SB 8.19,64 |
| 4      | Tomasz Szymkowiak           | POL    | 8.23,37    |
| 5      | Steffen Uliczka             | GER    | PB 8.25,39 |
| 6      | Eliseo Martín               | ESP    | 8.27,49    |
| 7      | Bjørnar Ustad Kristensen    | NOR    | 8.27,89    |
| 8      | Alberto Paulo               | POR    | 8.28,08    |

| Vrouwen | Vrouwen              | Vrouwen | Vrouwen    |
| #       | Atlete               | Land    | Tijd       |
| ------- | -------------------- | ------- | ---------- |
| Goud    | Joelia Zaripova      | RUS     | CR 9.17,57 |
| Zilver  | Ljoebov Charlamova   | RUS     | SB 9.29,82 |
| Brons   | Hatti Archer         | GBR     | PB 9.30,19 |
| 4       | Wioletta Frankiewicz | POL     | 9.34,13    |
| 5       | Layes Abdullayeva    | AZE     | NR 9.34,75 |
| 6       | Sophie Duarte        | FRA     | SB 9.35,52 |
| 7       | Zulema Fuentes-Pila  | ESP     | SB 9.35,71 |
| 8       | Ancuţa Bobocel       | ROU     | 9.41,20    |

### 110 m horden/100 m horden
| Mannen | Mannen                | Mannen | Mannen   |
| #      | Atleet                | Land   | Tijd     |
| ------ | --------------------- | ------ | -------- |
| Goud   | Andy Turner           | GBR    | 13,28    |
| Zilver | Garfield Darien       | FRA    | PB 13,34 |
| Brons  | Dániel Kiss           | HUN    | 13,39    |
| 4      | Dimitri Bascou        | FRA    | PB 13,41 |
| 5      | Artur Noga            | POL    | 13,44    |
| 6      | Petr Svoboda          | CZE    | 13,57    |
| 7      | Marcel van der Westen | NED    | 13,58    |
| 8      | Alexander John        | GER    | 13,71    |

| Vrouwen | Vrouwen             | Vrouwen | Vrouwen  |
| #       | Atlete              | Land    | Tijd     |
| ------- | ------------------- | ------- | -------- |
| Goud    | Nevin Yanıt         | TUR     | NR 12,63 |
| Zilver  | Derval O'Rourke     | IRL     | NR 12,65 |
| Brons   | Carolin Nytra       | GER     | 12,68    |
| 4       | Christina Vukicevic | NOR     | SB 12,78 |
| 5       | Yevheniya Snihur    | UKR     | 12,92    |
| 6       | Tatjana Dektjareva  | RUS     | 12,98    |
| 7       | Lisa Urech          | SUI     | 13,02    |
| 8       | Nadine Hildebrand   | GER     | 13,08    |

### 400 m horden
| Mannen | Mannen               | Mannen | Mannen   |
| #      | Atleet               | Land   | Tijd     |
| ------ | -------------------- | ------ | -------- |
| Goud   | David Greene         | GBR    | EL 48,12 |
| Zilver | Rhys Williams        | GBR    | PB 48,96 |
| Brons  | Stanislav Melnykov   | UKR    | PB 49,09 |
| 4      | Heni Kechi           | FRA    | PB 49,34 |
| 5      | Periklís Iakovákis   | GRE    | SB 49,38 |
| 6      | Josef Prorok         | CZE    | PB 49,68 |
| 7      | Aleksandr Derevjagin | RUS    | SB 49,70 |
| 8      | Fadil Bellaabouss    | FRA    | 1.02,94  |

| Vrouwen | Vrouwen              | Vrouwen | Vrouwen  |
| #       | Atlete               | Land    | Tijd     |
| ------- | -------------------- | ------- | -------- |
| Goud    | Natalja Antjoech     | RUS     | CR 52,92 |
| Zilver  | Vanja Stambolova     | BUL     | NR 53,82 |
| Brons   | Perri Shakes-Drayton | GBR     | PB 54,18 |
| 4       | Zuzana Hejnová       | CZE     | 54,30    |
| 5       | Angela Moroşanu      | ROU     | SB 54,58 |
| 6       | Jevgenia Isakova     | RUS     | SB 54,59 |
| 7       | Natalja Ivanova      | RUS     | 55,51    |
| 8       | Eilidh Child         | GBR     | 55,51    |

### 4 x 100 m estafette
| Mannen | Mannen                                                                       | Mannen | Mannen   |
| #      | Atleet                                                                       | Land   | Tijd     |
| ------ | ---------------------------------------------------------------------------- | ------ | -------- |
| Goud   | Jimmy Vicaut Christophe Lemaitre Pierre-Alexis Pessonneaux Martial Mbandjock | FRA    | EL 38,11 |
| Zilver | Roberto Donati Simone Collio Emanuele Di Gregorio Maurizio Checcucci         | ITA    | NR 38,17 |
| Brons  | Tobias Unger Marius Broening Alexander Kosenkow Martin Keller                | GER    | 38,44    |
| 4      | Pascal Mancini Aron Beyene Reto Schenkel Marc Schneeberger                   | SUI    | 38,69    |
| 5      | Dariusz Kuc Pawel Stempel Robert Kubaczyk Kamil Krynski                      | POL    | 38,83    |
| 6      | Ricardo Monteiro Francis Obikwelu Arnaldo Abrantes João Ferreira             | POR    | NR 38,88 |
| 7      | Hannu Ali-Huokuna Joni Rautanen Jonathan Åstrand Hannu Hämäläinen            | FIN    | 39,29    |
| 8      | Alain López Ángel David Rodríguez Orkatz Beitia Rubén Pros                   | ESP    | DNF      |

| Vrouwen | Vrouwen                                                                         | Vrouwen | Vrouwen     |
| #       | Atlete                                                                          | Land    | Tijd        |
| ------- | ------------------------------------------------------------------------------- | ------- | ----------- |
| Goud    | Olesja Povch Nataliya Pohrebnyak Marija Rjemjen Jelizaveta Bryzhina             | UKR     | WL+NR 42,29 |
| Zilver  | Myriam Soumaré Véronique Mang Lina Jacques-Sébastien Christine Arron            | FRA     | 42,45       |
| Brons   | Marika Popowicz Daria Korczynska Marta Jeschke Weronika Wedler                  | POL     | 42,68       |
| 4       | Yuna Mekhti-Zade Aleksandra Fedoriva Joelia Goesjtsjina Joelia Tsjermosjanskaja | RUS     | 42,91       |
| 5       | Joelija Nestsjarenka Katsiaryna Shumak Alena Neumiarzhitskaya Yuliya Balykina   | BLR     | 43,18       |
| 6       | Ana Torrijos Digna Luz Murillo Estela García Amparo María Cotán                 | ESP     | 43,45       |
| 7       | Emma Rienas Lena Berntsson Elina Backman Moa Hjelmer                            | SWE     | 43,75       |
| -       | Olivia Borlée Hanna Mariën Élodie Ouédraogo Frauke Penen                        | BEL     | DNF         |

### 4 x 400 m estafette
| Mannen | Mannen                                                                | Mannen | Mannen  |
| #      | Atleet                                                                | Land   | Tijd    |
| ------ | --------------------------------------------------------------------- | ------ | ------- |
| Goud   | Maksim Dyldin Alexey Aksenov Pavel Trenikhin Vladimir Krasnov         | RUS    | 3.02,14 |
| Zilver | Conrad Williams Michael Bingham Robert Tobin Martyn Rooney            | GBR    | 3.02,25 |
| Brons  | Arnaud Destatte Kevin Borlée Cédric Van Branteghem Jonathan Borlée    | BEL    | 3.02,60 |
| 4      | Kamghe Gaba Bastian Swillims Eric Krüger Thomas Schneider             | GER    | 3.02,65 |
| 5      | Marcin Marciniszyn Daniel Dąbrowski Piotr Klimczak Kacper Kozłowski   | POL    | 3.03,42 |
| 6      | Leslie Djhone Yannick Fonsat Mame-Ibra Anne Teddy Venel               | FRA    | 3.03,85 |
| 7      | Joeri Moerman Youssef el Rhalfioui Dennis Spillekom Robert Lathouwers | NED    | 3.04,13 |
| 8      | Marco Vistalli Luca Galletti Claudio Licciardello Andrea Barberi      | ITA    | 3.04,20 |

| Vrouwen | Vrouwen                                                                          | Vrouwen | Vrouwen    |
| #       | Atlete                                                                           | Land    | Tijd       |
| ------- | -------------------------------------------------------------------------------- | ------- | ---------- |
| Goud    | Anastasia Kapatsjinskaja Antonina Krivosjapka Ksenia Oestalova Tatjana Firova    | RUS     | WL 3.21,26 |
| Zilver  | Fabienne Kohlmann Esther Cremer Janin Lindenberg Claudia Hoffmann                | GER     | 3.24,07    |
| Brons   | Nicola Sanders Marilyn Okoro Lee McConnell Perri Shakes-Drayton                  | GBR     | 3.24,32    |
| 4       | Chiara Bazzoni Marta Milani Maria Enrica Spacca Libania Grenot                   | ITA     | 3.25,71    |
| 5       | Darya Prystupa Hanna Titimets Alina Lohvychenko Antonina Jefremova               | UKR     | 3.28,03    |
| 6       | Marie-Angélique Lacordelle Muriel Hurtis-Houairi Thélia Sigère Virginie Michanol | FRA     | 3.28,11    |
| 7       | Katsiaryna Mishyna Alena Kievich Hanna Tashpulatava Svjatlana Voesovitsj         | BLR     | 3.28,74    |
| 8       | Angela Moroşanu Anamaria Ioniţă Bianca Răzor Mirela Lavric                       | ROU     | 3.29,75    |

### Hoogspringen
| Mannen | Mannen               | Mannen | Mannen    |
| #      | Atleet               | Land   | Hoogte    |
| ------ | -------------------- | ------ | --------- |
| Goud   | Aleksandr Sjoestov   | RUS    | WL 2,33 m |
| Zilver | Ivan Oechov          | RUS    | 2,31 m    |
| Brons  | Martyn Bernard       | GBR    | SB 2,29 m |
| 4      | Linus Thörnblad      | SWE    | 2,29 m    |
| 5      | Jaroslav Bába        | CZE    | 2,26 m    |
| 6      | Ołeksandr Nartow     | UKR    | SB 2,26 m |
| 7      | Aleksej Dmytrik      | RUS    | 2,26 m    |
| 8      | Konstadínos Baniótis | GRE    | 2,23 m    |

| Vrouwen | Vrouwen           | Vrouwen | Vrouwen      |
| #       | Atlete            | Land    | Hoogte       |
| ------- | ----------------- | ------- | ------------ |
| Goud    | Blanka Vlašić     | CRO     | CR,EL 2,03 m |
| Zilver  | Emma Green        | SWE     | PB 2,01 m    |
| Brons   | Ariane Friedrich  | GER     | 2,01 m       |
| 4       | Svetlana Sjkolina | RUS     | 1,97 m       |
| 5       | Tia Hellebaut     | BEL     | SB 1,97 m    |
| 6       | Vita Stopina      | UKR     | SB 1,95 m    |
| 7       | Ruth Beitia       | ESP     | 1,95 m       |
| 8       | Antonia Stergiou  | GRE     | SB 1,92 m    |

### Polsstokhoogspringen
| Mannen | Mannen                | Mannen | Mannen    |
| #      | Atleet                | Land   | Hoogte    |
| ------ | --------------------- | ------ | --------- |
| Goud   | Renaud Lavillenie     | FRA    | 5,85 m    |
| Zilver | Maksym Mazuryk        | UKR    | SB 5,80 m |
| Brons  | Przemysław Czerwiński | POL    | SB 5,75 m |
| 4      | Giuseppe Gibilisco    | ITA    | SB 5,75 m |
| 5      | Damiel Dossévi        | FRA    | 5,70 m    |
| 6      | Fabian Schulze        | GER    | SB 5,70 m |
| 7      | Łukasz Michalski      | POL    | 5,65 m    |
| 8      | Romain Mesnil         | FRA    | 5,60 m    |

| Vrouwen | Vrouwen               | Vrouwen | Vrouwen   |
| #       | Atlete                | Land    | Hoogte    |
| ------- | --------------------- | ------- | --------- |
| Goud    | Svetlana Feofanova    | RUS     | 4,75 m    |
| Zilver  | Silke Spiegelburg     | GER     | 4,65 m    |
| Brons   | Lisa Ryzih            | GER     | PB 4,65 m |
| 4       | Anastasia Sjvedova    | BLR     | NR 4,65 m |
| 5       | Jiřina Ptáčníková     | CZE     | 4,65 m    |
| 6       | Kate Dennison         | GBR     | SB 4,55 m |
| 7       | Joelia Goloebtsjikova | RUS     | 4,55 m    |
| 8       | Cathrine Larsåsen     | NOR     | NR 4,35 m |

### Verspringen
| Mannen | Mannen          | Mannen | Mannen          |
| #      | Atleet          | Land   | Afstand         |
| ------ | --------------- | ------ | --------------- |
| Goud   | Christian Reif  | GER    | WL,CR,PB 8,47 m |
| Zilver | Kafétien Gomis  | FRA    | PB 8,24 m       |
| Brons  | Chris Tomlinson | GBR    | SB 8,23 m       |
| 4      | Salim Sdiri     | FRA    | 8,20 m          |
| 5      | Andrew Howe     | ITA    | 8,12 m          |
| 6      | Loúis Tsátoumas | GRE    | SB 8,09 m       |
| 7      | Petteri Lax     | FIN    | 7,96 m          |
| 8      | Eusebio Cáceres | ESP    | 7,93 m          |

| Vrouwen | Vrouwen               | Vrouwen | Vrouwen   |
| #       | Atlete                | Land    | Afstand   |
| ------- | --------------------- | ------- | --------- |
| Goud    | Ineta Radēviča        | LAT     | NR 6,92 m |
| Zilver  | Naide Gomes           | POR     | SB 6,92 m |
| Brons   | Olga Koetsjerenko     | RUS     | 6,84 m    |
| 4       | Viktoria Rybalko      | UKR     | SB 6,78 m |
| 5       | Ljoedmila Koltsjanova | RUS     | 6,75 m    |
| 6       | Nastassia Mironchyk   | BLR     | 6,75 m    |
| 7       | Renata Medgyesová     | SVK     | PB 6,71 m |
| 8       | Ivana Španović        | SRB     | 6,60 m    |

### Hink-stap-springen
| Mannen | Mannen            | Mannen | Mannen     |
| #      | Atleet            | Land   | Afstand    |
| ------ | ----------------- | ------ | ---------- |
| Goud   | Phillips Idowu    | GBR    | PB 17,81 m |
| Zilver | Marian Oprea      | ROU    | SB 17,51 m |
| Brons  | Teddy Tamgho      | FRA    | 17,45 m    |
| 4      | Viktor Kuznyetsov | UKR    | PB 17,29 m |
| 5      | Benjamin Compaoré | FRA    | 16,99 m    |
| 6      | Lyukman Adams     | RUS    | 16,78 m    |
| 7      | Dmitrij Vaľukevič | SLO    | 16,77 m    |
| 8      | Fabrizio Schembri | ITA    | 16,73 m    |

| Vrouwen | Vrouwen             | Vrouwen | Vrouwen    |
| #       | Atlete              | Land    | Afstand    |
| ------- | ------------------- | ------- | ---------- |
| Goud    | Olha Saladoecha     | UKR     | EL 14,81 m |
| Zilver  | Simona La Mantia    | ITA     | SB 14,56 m |
| Brons   | Svetlana Bolshakova | BEL     | NR 14,55 m |
| 4       | Nadezjda Alechina   | RUS     | 14,45 m    |
| 5       | Adelina Gavrilă     | ROU     | 14,33 m    |
| 6       | Snezana Rodic       | SLO     | 14,32 m    |
| 7       | Dana Velďáková      | SVK     | 14,16 m    |
| 8       | Patrícia Mamona     | POR     | 14,07 m    |

### Kogelstoten
| Mannen | Mannen             | Mannen | Mannen     |
| #      | Atleet             | Land   | Afstand    |
| ------ | ------------------ | ------ | ---------- |
| Goud   | Tomasz Majewski    | POL    | 21,00 m    |
| Zilver | Ralf Bartels       | GER    | 20,93 m    |
| Brons  | Māris Urtāns       | LAT    | 20,72 m    |
| 4      | David Storl        | GER    | 20,57 m    |
| 5      | Nedzad Mulabegovic | CRO    | PB 20,56 m |
| 6      | Pavel Lyzhyn       | BLR    | 20,11 m    |
| 7      | Antonín Žalský     | CZE    | 20,01 m    |
| 8      | Asmir Kolašinac    | SRB    | 19,77 m    |

| Vrouwen | Vrouwen                         | Vrouwen | Vrouwen    |
| #       | Atlete                          | Land    | Afstand    |
| ------- | ------------------------------- | ------- | ---------- |
| Goud    | Nadzeja Astaptsjoek             | BLR     | 20,48 m    |
| Zilver  | Natallja Michnevitsj            | BLR     | 19,53 m    |
| Brons   | Anna Avdejeva                   | RUS     | SB 19,39 m |
| 4       | Yanina Pravalinskaja-Karoltsjik | BLR     | 19,29 m    |
| 5       | Olga Ivanova                    | RUS     | 19,02 m    |
| 6       | Petra Lammert                   | GER     | 18,94 m    |
| 7       | Nadine Kleinert                 | GER     | 18,94 m    |
| 8       | Denise Hinrichs                 | GER     | 18,48 m    |

### Discuswerpen
| Mannen | Mannen            | Mannen | Mannen     |
| #      | Atleet            | Land   | Afstand    |
| ------ | ----------------- | ------ | ---------- |
| Goud   | Piotr Małachowski | POL    | CR 68,87 m |
| Zilver | Robert Harting    | GER    | SB 68,47 m |
| Brons  | Róbert Fazekas    | HUN    | 66,43 m    |
| 4      | Gerd Kanter       | EST    | 66,20 m    |
| 5      | Virgilijus Alekna | LTU    | 64,64 m    |
| 6      | Mario Pestano     | ESP    | 64,51 m    |
| 7      | Martin Wierig     | GER    | 63,32 m    |
| 8      | Sergiu Ursu       | ROU    | 63,11 m    |

| Vrouwen | Vrouwen           | Vrouwen | Vrouwen    |
| #       | Atlete            | Land    | Afstand    |
| ------- | ----------------- | ------- | ---------- |
| Goud    | Sandra Perković   | CRO     | 64,67 m    |
| Zilver  | Nicoleta Grasu    | ROU     | 63,48 m    |
| Brons   | Joanna Wiśniewska | POL     | SB 62,37 m |
| 4       | Natalja Sadova    | RUS     | 61,20 m    |
| 5       | Zinaida Sendriute | LTU     | PB 60,70 m |
| 6       | Dragana Tomasević | SRB     | 60,10 m    |
| 7       | Sabine Rumpf      | GER     | 58,89 m    |
| 8       | Nadine Müller     | GER     | 57,78 m    |

### Kogelslingeren
| Mannen | Mannen                | Mannen | Mannen     |
| #      | Atleet                | Land   | Afstand    |
| ------ | --------------------- | ------ | ---------- |
| Goud   | Libor Charfreitag     | SVK    | 80,02 m    |
| Zilver | Nicola Vizzoni        | ITA    | SB 79,12 m |
| Brons  | Krisztián Pars        | HUN    | 79,06 m    |
| 4      | Valery Sviatokha      | BLR    | 78,20 m    |
| 5      | Szymon Ziółkowski     | POL    | SB 77,99 m |
| 6      | Oleksiy Sokyrskyy     | UKR    | PB 76,62 m |
| 7      | Wojciech Kondratowicz | POL    | 75,30 m    |
| 8      | Igor Vinitsjenko      | RUS    | 74,31 m    |

| Vrouwen | Vrouwen          | Vrouwen | Vrouwen    |
| #       | Atlete           | Land    | Afstand    |
| ------- | ---------------- | ------- | ---------- |
| Goud    | Betty Heidler    | GER     | SB 76,38 m |
| Zilver  | Tatjana Lysenko  | RUS     | 75,65 m    |
| Brons   | Anita Włodarczyk | POL     | 73,56 m    |
| 4       | Bianca Perie     | ROU     | 71,62 m    |
| 5       | Marina Marghieva | MDA     | 70,77 m    |
| 6       | Silvia Salis     | ITA     | 68,85 m    |
| 7       | Merja Korpela    | FIN     | 68,21 m    |
| 8       | Berta Castells   | ESP     | 68,20 m    |

### Speerwerpen
| Mannen | Mannen               | Mannen | Mannen     |
| #      | Atleet               | Land   | Afstand    |
| ------ | -------------------- | ------ | ---------- |
| Goud   | Andreas Thorkildsen  | NOR    | 88,37 m    |
| Zilver | Matthias de Zordo    | GER    | PB 87,81 m |
| Brons  | Tero Pitkämäki       | FIN    | 86,67 m    |
| 4      | Oleksandr Pyatnytsya | UKR    | 82,01 m    |
| 5      | Teemu Wirkkala       | FIN    | 81,76 m    |
| 6      | Ainārs Kovals        | LAT    | 81,19 m    |
| 7      | Sergej Makarov       | RUS    | 80,86 m    |
| 8      | Roman Avramenko      | UKR    | 79,52 m    |

| Vrouwen | Vrouwen             | Vrouwen | Vrouwen    |
| #       | Atlete              | Land    | Afstand    |
| ------- | ------------------- | ------- | ---------- |
| Goud    | Linda Stahl         | GER     | PB 66,81 m |
| Zilver  | Christina Obergföll | GER     | 65,58 m    |
| Brons   | Barbora Špotáková   | CZE     | 65,36 m    |
| 4       | Katharina Molitor   | GER     | 63,81 m    |
| 5       | Maria Abakoemova    | RUS     | 61,46 m    |
| 6       | Mercedes Chilla     | ESP     | 61,40 m    |
| 7       | Martina Ratej       | SLO     | 60,99 m    |
| 8       | Madara Palameika    | LAT     | 60,78 m    |

### Tienkamp/Zevenkamp
| Mannen | Mannen             | Mannen | Mannen   |
| #      | Atleet             | Land   | Punten   |
| ------ | ------------------ | ------ | -------- |
| Goud   | Romain Barras      | FRA    | EL 8453  |
| Zilver | Eelco Sintnicolaas | NED    | PB 8436  |
| Brons  | Andrej Krawtsjanka | BLR    | SB 8370  |
| 4      | Mikk Pahapill      | EST    | PB 8298  |
| 5      | Hans Van Alphen    | BEL    | PB 8072  |
| 6      | Darius Draudvila   | LTU    | PB 8032  |
| 7      | Aleksej Drozdov    | RUS    | 8029     |
| 8      | Euduard Mikhan     | BLR    | =PB 7999 |

| Vrouwen | Vrouwen             | Vrouwen | Vrouwen       |
| #       | Atlete              | Land    | Punten        |
| ------- | ------------------- | ------- | ------------- |
| Goud    | Jessica Ennis       | GBR     | CR,WL,PB 6823 |
| Zilver  | Natalja Dobrynska   | UKR     | PB 6778       |
| Brons   | Jennifer Oeser      | GER     | PB 6683       |
| 4       | Tatjana Tsjernova   | RUS     | 6512          |
| 5       | Karolina Tyminska   | POL     | 6230          |
| 6       | Ljoedmyla Josypenko | UKR     | 6206          |
| 7       | Eliška Klučinová    | CZE     | 6187          |
| 8       | Marina Gontsjarova  | RUS     | 6186          |

### Marathon
| Mannen | Mannen               | Mannen | Mannen  |
| #      | Atleet               | Land   | Tijd    |
| ------ | -------------------- | ------ | ------- |
| Goud   | Viktor Röthlin       | SUI    | 2:15.31 |
| Zilver | José Manuel Martínez | ESP    | 2:17.50 |
| Brons  | Dmitriy Safronov     | RUS    | 2:18.16 |
| 4      | Ruggero Pertile      | ITA    | 2:19.33 |
| 5      | Pablo Villalobos     | ESP    | 2:19.56 |
| 6      | Rafael Iglesias      | ESP    | 2:20.14 |
| 7      | Migidio Bourifa      | ITA    | 2:20.35 |
| 8      | Lee Merrien          | GBR    | 2:20.42 |

| Vrouwen | Vrouwen             | Vrouwen | Vrouwen |
| #       | Atlete              | Land    | Tijd    |
| ------- | ------------------- | ------- | ------- |
| Goud    | Anna Incerti        | ITA     | 2:32.48 |
| Zilver  | Tetyana Filonyuk    | UKR     | 2:33.57 |
| Brons   | Isabellah Andersson | SWE     | 2:34.43 |
| 4       | Olivera Jevtić      | SRB     | 2:34.56 |
| 5       | Alessandra Aguilar  | ESP     | 2:35.04 |
| 6       | Elisa-Marisa Barros | POR     | 2:35.43 |
| 7       | Rosaria Console     | ITA     | 2:36.20 |
| 8       | Silviya Skvortsova  | RUS     | 2:36.31 |

### 20 km snelwandelen
| Mannen | Mannen             | Mannen | Mannen     |
| #      | Atleet             | Land   | Tijd       |
| ------ | ------------------ | ------ | ---------- |
| Goud   | Alex Schwazer      | ITA    | 1:20.38    |
| Zilver | João Vieira        | POR    | SB 1:20.49 |
| Brons  | Robbert Heffernan  | IRL    | 1:21.00    |
| 4      | Giorgio Rubino     | ITA    | SB 1:22.12 |
| 5      | Andrej Krivov      | RUS    | SB 1:22.20 |
| 6      | Matej Tóth         | SVK    | 1:22.20    |
| 7      | Jakub Jelonek      | POL    | SB 1:22.24 |
| 8      | Juan Manuel Molina | ESP    | 1:22.35    |

| Vrouwen | Vrouwen             | Vrouwen | Vrouwen    |
| #       | Atlete              | Land    | Tijd       |
| ------- | ------------------- | ------- | ---------- |
| Goud    | Olga Kaniskina      | RUS     | SB 1:27.44 |
| Zilver  | Vera Sokolova       | RUS     | 1:29.32    |
| Brons   | Melanie Seeger      | GER     | 1:29.43    |
| 4       | Beatriz Pascual     | ESP     | 1:29.52    |
| 5       | Vera Santos         | POR     | 1:30.52    |
| 6       | Kristina Saltanovic | LTU     | SB 1:31.40 |
| 7       | Ana Cabecinha       | POR     | 1:31.48    |
| 8       | Inês Henriques      | POR     | 1:32.26    |

### 50 km snelwandelen
| Mannen | Mannen             | Mannen | Mannen     |
| #      | Atleet             | Land   | Tijd       |
| ------ | ------------------ | ------ | ---------- |
| Goud   | Yohann Diniz       | FRA    | WL 3:40.37 |
| Zilver | Grzegorz Sudoł     | POL    | PB 3:42.24 |
| Brons  | Sergej Bakoelin    | RUS    | PB 3:43.26 |
| 4      | Robery Heffernan   | IRL    | NR 3:45.30 |
| 5      | Jesús Ángel García | ESP    | SB 3:47.56 |
| 6      | Marco De Luca      | ITA    | SB 3:48.46 |
| 7      | André Höhne        | GER    | 3:49.29    |
| 8      | Łukasz Nowak       | POL    | 3:51.31    |

## Legenda
- CR = Kampioenschapsrecord (Championship Record)
- SB = Beste persoonlijke seizoensprestatie (Seasonal Best)
- PB = Persoonlijk record (Personal Best)
- NR = Nationaal record (National Record)
- ER = Europees record (European Record)
- EL = Europese beste seizoensprestatie (European Leading)
- WL = 's Werelds beste seizoensprestatie (World Leading)
- WJ = Wereldjuniorenrecord (World Junior Record)
- WR = Wereldrecord (World Record)
- DQ = gediskwalificeerd (Disqualified)
- DNF = opgave (Did not finish)

## Medaillespiegel
| Plaats | Land             | Goud | Zilver | Brons | Totaal |
| 1      | Frankrijk        | 8    | 6      | 4     | 18     |
| 2      | Rusland          | 8    | 5      | 6     | 19     |
| 3      | Groot-Brittannië | 6    | 8      | 6     | 20     |
| 4      | Duitsland        | 4    | 7      | 6     | 17     |
| 5      | Polen            | 3    | 1      | 5     | 9      |
| 6      | Turkije          | 3    | 0      | 0     | 3      |
| 7      | Oekraïne         | 2    | 4      | 1     | 7      |
| 8      | Italië           | 2    | 3      | 1     | 6      |
| 9      | Spanje           | 2    | 2      | 2     | 6      |
| 10     | Kroatië          | 2    | 0      | 0     | 2      |
| 11     | Wit-Rusland      | 1    | 1      | 1     | 3      |
| 11     | Nederland        | 1    | 1      | 1     | 3      |
| 13     | België           | 1    | 0      | 2     | 3      |
| 14     | Letland          | 1    | 0      | 1     | 2      |
| 14     | Slowakije        | 1    | 0      | 0     | 1      |
| 16     | Noorwegen        | 1    | 0      | 0     | 1      |
| 16     | Zwitserland      | 1    | 0      | 0     | 1      |
| 18     | Portugal         | 0    | 1      | 3     | 4      |
| 19     | Roemenië         | 0    | 2      | 0     | 2      |
| 20     | Ierland          | 0    | 1      | 1     | 2      |
| 20     | Zweden           | 0    | 1      | 1     | 2      |
| 22     | Bulgarije        | 0    | 1      | 0     | 1      |
| 23     | Hongarije        | 0    | 0      | 3     | 3      |
| 24     | Tsjechië         | 0    | 0      | 1     | 1      |
| 24     | Azerbeidzjan     | 0    | 0      | 1     | 1      |
| 24     | Finland          | 0    | 0      | 1     | 1      |
| Totaal | Totaal           | 47   | 47     | 47    | 141    |

Albanië · Andorra · Armenië · Azerbeidzjan · België · Bosnië en Herzegovina · Bulgarije · Cyprus · Denemarken · Duitsland · Estland · Finland · Frankrijk · Georgië · Gibraltar · Griekenland · Groot-Brittannië · Hongarije · Ierland · IJsland · Israël · Italië · Kroatië · Letland · Liechtenstein · Litouwen · Luxemburg · Macedonië · Malta · Moldavië · Monaco · Montenegro · Nederland · Noorwegen · Oekraïne · Oostenrijk · Polen · Portugal · Roemenië · Rusland · San Marino · Servië · Slovenië · Slowakije · Spanje · Tsjechië · Turkije · Wit-Rusland · Zweden · Zwitserland
1934 ·
1938 ·
1946 ·
1950 ·
1954 ·
1958 ·
1962 ·
1966 ·
1969 ·
1971 ·
1974 ·
1978 ·
1982 ·
1986 ·
1990 ·
1994 ·
1998 ·
2002 ·
2006 ·
2010 ·
2012 ·
2014 ·
2016 ·
2018 ·
2022 ·
2024
Belgische medaillewinnaars · Nederlandse medaillewinnaars